# Герои Социалистического Труда Азербайджана

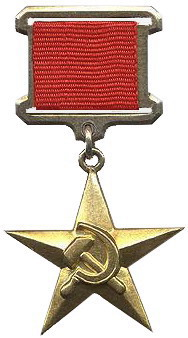

В списке представлены лица, удостоенные звания Героя Социалистического Труда — высшей степени отличия Советского Союза за труд, — проживавшие на момент награждения на территории Азербайджанской ССР. 
В списке приведены:
- Герои Социалистического Труда (в том числе и дважды), на момент присвоения звания проживавшие на территории Азербайджанской ССР — 577 человек.
- Уроженцы Азербайджана, удостоенные звания Героя Социалистического Труда в других республиках Советского Союза (в том числе трижды) — 49 человек.
- Герои Социалистического Труда, прибывшие на постоянное проживание в Азербайджан — 2 человека.
- Лица, лишённые звания Героя Социалистического Труда — 2 человека.

Первые присвоения звания Героя Социалистического Труда в Азербайджанской ССР относятся к периоду Великой Отечественной войны: 5 ноября 1943 года этого звания был удостоен железнодорожник Фирудин Агаев, 24 января 1944 года — трое нефтяников (Баба Курбан Баба-заде, Сулейман Везиров и Рустам Рустамов).
Большая часть Указов Президиума Верховного Совета СССР о присвоении звания Героя Социалистического Труда относится к 1948—1950 годам, когда в СССР особенно широко награждались работники сельского хозяйства. К этому периоду относится и самый массовый Указ от 10 марта 1948 года, в соответствии с которым Героями Социалистического Труда стали 104 растениевода.
Трое жителей Азербайджанской ССР стали дважды Героями Социалистического Труда. Хлопководы Басти Багирова и Шамама Гасанова, награждённые 17 июня 1950 года второй золотой звездой «Серп и Молот», явились первыми дважды Героями в советском сельском хозяйстве. Значительно позже, 7 мая 1983 года, дважды Героем стал многолетний руководитель республики, уже перешедший к тому времени на работу в Совет Министров СССР, Гейдар Алиев.
В двух случаях звание Героя Социалистического Труда присвоено посмертно — работникам, которые погибли на трудовом посту: нефтянику Михаилу Каверочкину (19.03.1959) и механизатору Севиль Казиевой (30.04.1966).
Последним в республике Героем Социалистического Труда 7 июля 1986 года стал животновод Алисафа Ягубов.
Из 577 Героев на момент присвоения звания в сельском хозяйстве работали 413 человек, в промышленности — 98, на партийной и советской работе — 27, в области транспорта и связи — 14, в области строительства — 13, а в сфере культуры и науки — 12. Среди Героев Социалистического Труда Азербайджана 36 человек проживали в Нахичеванской АССР, 26 человек — в Нагорно-Карабахской автономной области.
Среди Героев Социалистического Труда Азербайджана — 361 мужчина и 216 женщин. Самым пожилым из них (по дате рождения) стал хлебороб Шахбала Исмиев из Маразинского района, 1877 года рождения, самой молодой — овощевод Солмаз Алиева из Ленкоранского района, родившаяся в 1945 году. Старейший кавалер награды на момент присвоения звания — академик Микаэль Усейнов (в связи с 80-летием со дня рождения), самый юный — 17-летний рисовод Закир Ахмедов.

## Герои Социалистического Труда Азербайджана
| № п/п | Фамилия, имя, отчество         | Даты жизни              | Деятельность на момент награждения золотой медалью «Серп и Молот»                                                                      | Дата присвоения       | Обоснование присвоения | ГС       |
| ----- | ------------------------------ | ----------------------- | --- | --------------------- | --- | -------- |
| 1     | Алиев Гейдар Алиевич           | 10.051923 — 12.12.2003  | Первый секретарь ЦК Коммунистической партии Азербайджана Член Политбюро ЦК КПСС, Первый заместитель Председателя Совета Министров СССР | 24.08.1979 07.05.1983 | За большую организаторскую и политическую работу по мобилизации коммунистов и всех трудящихся республики на успешное осуществление решений XXV съезда партии по развитию народного хозяйства, повышению эффективности общественного производства, обеспечению ежегодного выполнения и перевыполнения планов и социалистических обязательств по продаже государству всех сельскохозяйственных продуктов За большие заслуги перед Коммунистической партией и Советским государством и в связи с шестидесятилетием со дня рождения | [ ГС 1 ] |
| 2     | Багирова Басти Масим кызы      | 10.04.1906 — 27.02.1962 | Звеньевая колхоза имени Ворошилова Касум-Исмаиловского района                                                                          | 19.03.1947 17.06.1950 | За высокие урожаи хлопка в 1946 году За успехи в развитии сельского хозяйства | [ ГС 2 ] |
| 3     | Гасанова Шамама Махмудали кызы | 07.11.1923 — 05.09.2008 | Звеньевая колхоза «1 Мая» Физулинского района                                                                                          | 19.03.1947 17.06.1950 | За высокие урожаи хлопка в 1946 году За успехи в развитии сельского хозяйства | [ ГС 3 ] |

## Уроженцы Азербайджана, удостоенные звания Героя Социалистического Труда в других регионах СССР

### Трижды Герои Социалистического Труда
| Фамилия, имя, отчество | Годы жизни | Дата присвоения                  | Деятельность на момент награждения золотой медалью «Серп и Молот» | Обоснование присвоения |
| ---------------------- | ---------- | -------------------------------- | --- | --- |
| Ванников Борис Львович | 1897—1962  | 03.06.1942 29.10.1949 04.01.1954 | Бывший заместитель наркома вооружения, народный комиссар боеприпасов СССР Начальник Первого главного управления при Совете Министров СССР, член Специального комитета № 1 при Совете Министров СССР Первый заместитель министра среднего машиностроения СССР | За особые заслуги в области обеспечения Красной Армии боеприпасами в трудных условиях военного времен За исключительные заслуги перед государством при выполнении специального задания За исключительные заслуги перед государством при выполнении специального задания Правительства |

## Герои Социалистического Труда, прибывшие в Азербайджан на постоянное проживание
| № | Фамилия, имя, отчество     | Годы жизни | Деятельность                                                         | Дата присвоения | Обоснование присвоения                                          |
| - | -------------------------- | ---------- | -------------------------------------------------------------------- | --------------- | --------------------------------------------------------------- |
| 1 | Алиева Аджош Ибрагим кызы  | 1922—1996  | Звеньевая колхоза «Кармир Астх» Октемберянского района Армянской ССР | 14.06.1950      | За получение высоких урожаев хлопка на поливных землях и табака |
| 2 | Бахтияров Мовлуд Асланович | 1924       | Звеньевой колхоза «Игдам» Болнисского района Грузинской ССР          | 03.07.1950      | За получение высоких урожаев кукурузы, табака и картофеля       |

## Лишённые звания Героя Социалистического Труда
| № п/п | Фамилия, имя, отчество     | Годы жизни | Дата присвоения и лишения | Деятельность на момент присвоения звания                                           | Обоснование присвоения                          |
| ----- | -------------------------- | ---------- | ------------------------- | ---------------------------------------------------------------------------------- | ----------------------------------------------- |
| 1     | Алиев Бендалы Муталла оглы | 1911 — ?   | 10.03.1948 26.01.1952     | Председатель колхоза имени Джапаридзе Карягинского района Азербайджанской ССР      | За получение в 1947 году высоких урожаев хлопка |
| 2     | Керимов Гасан Рза оглы     | 1925—1983  | 22.03.1966 28.01.1985     | Старший чабан колхоза имени С. Орджоникидзе Бардинского района Азербайджанской ССР | За достигнутые успехи в развитии животноводства |

### Указы
1. ↑  Указ Президиума Верховного Совета СССР «О присвоении звания Героя Социалистического Труда первому секретарю ЦК Компартии Азербайджана тов. Алиеву Г. А.» от 24 августа 1979 г.  // Ведомости Верховного Совета СССР. — 29.08.1979. — № 35 (2005). — С. 729.
2. ↑  Указ Президиума Верховного Совета СССР «О награждении Героя Социалистического Труда Первого заместителя Председателя Совета Министров СССР тов. Алиева Г. А. орденом Ленина и второй золотой медалью «Серп и Молот»» от 7 мая 1983 г.  // Ведомости Верховного Совета СССР. — 11.05.1983. — № 19  (2197). — С. 305.
3. 1 2  Указ Президиума Верховного Совета СССР «О присвоении звания Героя Социалистического Труда передовикам сельского хозяйства республик, краёв и областей за получение высоких урожаев» от 19 марта 1947 г.  // Ведомости Верховного Совета СССР. — 29.03.1947. — № 11  (465). — С. 1.
4. 1 2  Указ Президиума Верховного Совета СССР «О награждении второй золотой медалью «Серп и Молот» Героев Социалистического Труда Багировой Басти Масим кызы и Гасановой Шамама Махмудалы кызы» от 17 июня 1950 г.  // Ведомости Верховного Совета СССР. — 29.06.1950. — № 15  (630). — С. 1.
5. 1 2 3 4 5 6 7 8 9 10 11 12 13  Указ Президиума Верховного Совета СССР «О присвоении звания Героя Социалистического Труда передовикам сельского хозяйства Азербайджанской ССР» от 8 августа 1950 г.  // Ведомости Верховного Совета СССР. — 23.08.1950. — № 23 (638). — С. 1.
6. 1 2 3 4 5 6 7 8 9  Указ Президиума Верховного Совета СССР «О присвоении звания Героя Социалистического Труда работникам нефтяной и газовой промышленности» от 19 марта 1959 г.  // Ведомости Верховного Совета СССР. — 26.08.1959. — № 12 (944). — С. 243—245.
7. ↑  Указ Президиума Верховного Совета СССР «О присвоении звания Героя Социалистического Труда работникам предприятий Министерства связи СССР» от 3 июля 1986 г.  // Ведомости Верховного Совета СССР. — 09.07.1986. — № 28 (2362). — С. 508.
8. 1 2 3 4 5 6 7 8 9 10 11 12 13 14 15 16 17  Указ Президиума Верховного Совета СССР «О присвоении звания Героя Социалистического Труда передовикам сельского хозяйства Азербайджанской ССР» от 17 августа 1948 г.  // Ведомости Верховного Совета СССР. — 26.08.1948. — № 35 (534). — С. 1.
9. 1 2 3 4 5 6 7 8 9 10 11 12 13 14 15 16 17 18 19 20 21 22 23 24 25 26 27 28 29 30 31 32 33 34 35 36 37 38 39 40 41 42 43 44 45 46 47 48 49 50 51 52 53 54 55 56 57 58 59 60 61 62 63 64 65 66 67 68 69 70 71 72 73 74 75 76 77 78 79 80 81 82 83 84 85 86 87 88 89 90 91 92 93 94 95 96 97 98 99 100 101 102 103 104  Указ Президиума Верховного Совета СССР «О присвоении звания Героя Социалистического Труда передовикам сельского хозяйства Азербайджанской ССР» от 10 марта 1948 г.  // Ведомости Верховного Совета СССР. — 21.03.1948. — № 11 (510). — С. 1—2.
10. 1 2 3 4 5 6 7 8 9 10 11 12 13 14  Указ Президиума Верховного Совета СССР «О присвоении звания Героя Социалистического Труда передовикам сельского хозяйства Азербайджанской ССР» от 17 июня 1950 г.  // Ведомости Верховного Совета СССР. — 18.07.1950. — № 17 (632). — С. 1.
11. 1 2 3 4 5 6 7 8 9 10 11 12 13 14 15 16 17 18 19 20 21 22 23  Указ Президиума Верховного Совета СССР «О присвоении звания Героя Социалистического Труда передовикам сельского хозяйства Азербайджанской ССР» от 12 июля 1950 г.  // Ведомости Верховного Совета СССР. — 05.08.1950. — № 20 (635). — С. 1.
12. 1 2 3 4 5  Указ Президиума Верховного Совета СССР «О присвоении звания Героя Социалистического Труда передовикам сельского хозяйства Азербайджанской ССР» от 27 декабря 1976 г.  // Ведомости Верховного Совета СССР. — 29.12.1976. — № 52 (1866). — С. 890.
13. 1 2 3 4 5 6 7 8 9 10  Указ Президиума Верховного Совета СССР «О присвоении звания Героя Социалистического Труда трудящимся Азербайджанской ССР» от 3 октября 1980 г.  // Ведомости Верховного Совета СССР. — 08.10.1980. — № 41 (2063). — С. 858—859.
14. 1 2 3 4 5 6 7 8 9 10 11 12 13 14 15 16 17 18 19 20 21 22 23 24 25 26 27 28 29 30 31 32 33 34 35 36 37 38 39 40 41 42 43 44 45 46 47 48 49 50 51 52 53 54 55 56 57 58 59 60  Указ Президиума Верховного Совета СССР «О присвоении звания Героя Социалистического Труда передовикам сельского хозяйства Азербайджанской ССР» от 1 июля 1949 г.  // Ведомости Верховного Совета СССР. — 29.07.1949. — № 37 (584). — С. 2.
15. 1 2 3 4 5 6 7 8 9 10 11 12 13 14 15 16 17 18 19 20 21 22 23 24 25 26 27 28 29 30 31 32 33 34 35 36 37 38 39  Указ Президиума Верховного Совета СССР «О присвоении звания Героя Социалистического Труда работникам виноградарских совхозов Министерства пищевой промышленности СССР по Азербайджанской ССР» от 4 сентября 1950 г.  // Ведомости Верховного Совета СССР. — 13.09.1950. — № 27 (642). — С. 1.
16. 1 2 3 4 5 6 7 8 9  Указ Президиума Верховного Совета СССР «О присвоении звания Героя Социалистического Труда передовикам сельского хозяйства Азербайджанской ССР» от 23 февраля 1981 г.  // Ведомости Верховного Совета СССР. — 04.03.1981. — № 9 (2083). — С. 157.
17. 1 2 3 4 5 6  Указ Президиума Верховного Совета СССР «О присвоении звания Героя Социалистического Труда работникам виноградарских совхозов Министерства промышленности продовольственных товаров СССР, Азербайджанская ССР» от 16 мая 1955 г.  // Ведомости Верховного Совета СССР. — 08.06.1955. — № 8 (826). — С. 249.
18. ↑  Указ Президиума Верховного Совета СССР «О присвоении звания Героя Социалистического Труда рабочим и инженерно-техническим работникам строительных организаций союзных республик» от 11 августа 1966 г.  // Ведомости Верховного Совета СССР. — 17.08.1966. — № 33 (1327). — С. 723—727.
19. 1 2  Указ Президиума Верховного Совета СССР «О присвоении звания Героя Социалистического Труда работникам нефтяного машиностроения Азербайджанской ССР, особо отличившимся в выполнении заданий пятилетнего плана» от 11 апреля 1980 г.  // Ведомости Верховного Совета СССР. — 16.04.1980. — № 16 (2038). — С. 277—278.
20. 1 2 3 4 5 6 7 8 9 10 11 12 13 14 15 16  Указ Президиума Верховного Совета СССР «О присвоении звания Героя Социалистического Труда работникам совхозов Министерства пищевой промышленности СССР по Азербайджанской ССР» от 5 октября 1949 г.  // Ведомости Верховного Совета СССР. — 18.10.1949. — № 52 (599). — С. 1.
21. 1 2 3 4 5  Указ Президиума Верховного Совета СССР «О присвоении звания Героя Социалистического Труда передовикам животноводства Азербайджанской ССР» от 22 марта 1966 г.  // Ведомости Верховного Совета СССР. — 06.04.1966. — № 14 (1308). — С. 251.
22. 1 2 3  Указ Президиума Верховного Совета СССР «О присвоении звания Героя Социалистического Труда работникам предприятий нефтедобывающей промышленности» от 23 мая 1966 г.  // Ведомости Верховного Совета СССР. — 01.06.1966. — № 22 (1316). — С. 407—409.
23. 1 2 3 4 5 6 7 8 9 10 11 12 13 14 15 16 17 18 19 20 21  Указ Президиума Верховного Совета СССР «О присвоении звания Героя Социалистического Труда передовикам сельского хозяйства Азербайджанской ССР» от 17 августа 1950 г.  // Ведомости Верховного Совета СССР. — 05.09.1950. — № 25 (640). — С. 1.
24. ↑  Указ Президиума Верховного Совета СССР «О присвоении звания Героя Социалистического Труда работникам предприятий машиностроения и энергетики» от 3 января 1974 г.  // Ведомости Верховного Совета СССР. — 09.01.1974. — № 2 (1712). — С. 41—43.
25. ↑  Указ Президиума Верховного Совета СССР «О присвоении звания Героя Социалистического Труда начальствующему составу и рядовым работникам железнодорожного транспорта, генералам, офицерам, рядовому составу железнодорожных войск» от 5 ноября 1943 г.  // Ведомости Верховного Совета СССР. — 18.11.1943. — № 49 (255). — С. 1.
26. 1 2 3 4 5 6  Указ Президиума Верховного Совета СССР «О присвоении звания Героя Социалистического Труда работникам совхозов Министерства совхозов СССР по Азербайджанской ССР» от 5 апреля 1948 г.  // Ведомости Верховного Совета СССР. — 13.04.1948. — № 14 (513). — С. 1.
27. ↑  Указ Президиума Верховного Совета СССР «О присвоении звания Героя Социалистического Труда рабочим и инженерно-техническим работникам нефтеперерабатывающей и нефтехимической промышленности» от 20 апреля 1971 г. // ГАРФ. Ф. Р7523. Оп. 105. Д. 98.
28. 1 2 3 4  Указ Президиума Верховного Совета СССР «О присвоении звания Героя Социалистического Труда передовикам сельского хозяйства Азербайджанской ССР» от 19 мая 1948 г.  // Ведомости Верховного Совета СССР. — 02.06.1948. — № 21 (520). — С. 1.
29. 1 2 3 4 5 6  Указ Президиума Верховного Совета СССР «О присвоении звания Героя Социалистического Труда работникам виноградарских совхозов Министерства пищевой промышленности СССР по Азербайджанской ССР» от 3 сентября 1951 г.  // Ведомости Верховного Совета СССР. — 19.09.1951. — № 37 (694). — С. 1.
30. 1 2 3 4 5 6 7 8 9 10 11 12 13 14 15 16 17 18 19  Указ Президиума Верховного Совета СССР «О присвоении звания Героя Социалистического Труда передовикам сельского хозяйства Азербайджанской ССР» от 21 июля 1949 г.  // Ведомости Верховного Совета СССР. — 29.07.1949. — № 37 (584). — С. 1.
31. 1 2 3 4 5 6 7 8 9 10  Указ Президиума Верховного Совета СССР «О присвоении звания Героя Социалистического Труда пердовикам овцеводства Азербайджанской ССР» от 21 ноября 1958 г.  // Ведомости Верховного Совета СССР. — 27.11.1958. — № 33 (928). — С. 902—903.
32. 1 2  Указ Президиума Верховного Совета СССР «О присвоении звания Героя Социалистического Труда наиболее отличившимся работникам здравоохранения» от 4 февраля 1969 г.  // Ведомости Верховного Совета СССР. — 05.02.1969. — № 6 (1456). — С. 61—63.
33. 1 2 3 4 5 6  Указ Президиума Верховного Совета СССР «О присвоении звания Героя Социалистического Труда передовикам сельского хозяйства Азербайджанской ССР» от 10 марта 1982 г.  // Ведомости Верховного Совета СССР. — 17.03.1982. — № 11 (2137). — С. 156.
34. 1 2 3 4 5 6  Указ Президиума Верховного Совета СССР «О присвоении звания Героя Социалистического Труда передовикам колхоза им. Орджоникидзе, Агдамский район Азербайджанской ССР» от 25 июля 1951 г.  // Ведомости Верховного Совета СССР. — 23.08.1951. — № 31 (688). — С. 1.
35. 1 2 3 4 5  Указ Президиума Верховного Совета СССР «О присвоении звания Героя Социалистического Труда работникам Министерства нефтяной промышленности южных и западных районов» от 8 мая 1948 г.  // Ведомости Верховного Совета СССР. — 22.05.1948. — № 19 (518). — С. 1.
36. 1 2  Указ Президиума Верховного Совета СССР «О присвоении звания Героя Социалистического Труда передовикам сельского хозяйства Азербайджанской ССР» от 27 июля 1951 г.  // Ведомости Верховного Совета СССР. — 05.09.1951. — № 34 (691). — С. 1.
37. ↑  Указ Президиума Верховного Совета СССР «О присвоении звания Героя Социалистического Труда работникам предприятий и организаций Министерства энергетики и электрификации СССР» от 17 мая 1977 г.  // Ведомости Верховного Совета СССР. — 25.05.1977. — № 21 (1887). — С. 342.
38. ↑  Указ Президиума Верховного Совета СССР «О присвоении звания Героя Социалистического Труда фрезеровщику Кишлинского машиностроительного завода тов. Алиеву Ш. Р.» от 13 мая 1977 г.  // Ведомости Верховного Совета СССР. — 25.05.1977. — № 21 (1887). — С. 338.
39. ↑  Указ Президиума Верховного Совета СССР «О присвоении звания Героя Социалистического Труда работникам здравоохранения и медицинской промышленности» от 23 октября 1978 г.  // Ведомости Верховного Совета СССР. — 01.11.1978. — № 44 (1962). — С. 692—694.
40. 1 2 3 4 5 6 7 8  Указ Президиума Верховного Совета СССР «О присвоении звания Героя Социалистического Труда передовикам овощеводства, садоводства, виноградарства, чаеводства и табаководства Азербайджанской ССР» от 30 апреля 1966 г.  // Ведомости Верховного Совета СССР. — 11.05.1966. — № 19 (1313). — С. 332—333.
41. 1 2 3 4 5 6  Указ Президиума Верховного Совета СССР «О присвоении звания Героя Социалистического Труда передовикам сельского хозяйства Азербайджанской ССР, наиболее отличившимся в увеличении производства и продажи государству зерна, хлопка, овощей, винограда и других продуктов земледелия в 1973 году» от 12 декабря 1973 г.  // Ведомости Верховного Совета СССР. — 19.12.1973. — № 51 (1709). — С. 874.
42. 1 2 3 4 5 6 7 8 9 10  Указ Президиума Верховного Совета СССР «О присвоении звания Героя Социалистического Труда передовикам хлопководства Азербайджанской ССР» от 30 апреля 1966 г.  // Ведомости Верховного Совета СССР. — 11.05.1966. — № 19 (1313). — С. 333.
43. ↑  Указ Президиума Верховного Совета СССР «О присвоении звания Героя Социалистического Труда работникам геологической службы» от 29 апреля 1963 г.  // Ведомости Верховного Совета СССР. — 15.05.1963. — № 20 (1159). — С. 516—517.
44. ↑  Указ Президиума Верховного Совета СССР «О присвоении звания Героя Социалистического Труда композитору Амирову Ф. М.» от 19 августа 1982 г.  // Ведомости Верховного Совета СССР. — 25.08.1982. — № 34 (2160). — С. 586.
45. ↑  Указ Президиума Верховного Совета СССР «О присвоении звания Героя Социалистического Труда работникам предприятий лёгкой промышленности» от 5 апреля 1971 г. // ГАРФ. Ф. Р7523. Оп. 105. Д. 79.
46. 1 2 3 4 5 6 7 8 9  Указ Президиума Верховного Совета СССР «О присвоении звания Героя Социалистического Труда передовикам сельского хозяйства Азербайджанской ССР» от 24 июня 1949 г.  // Ведомости Верховного Совета СССР. — 13.07.1949. — № 33 (580). — С. 1.
47. 1 2  Указ Президиума Верховного Совета СССР «О присвоении звания Героя Социалистического Труда передовикам сельского хозяйства Азербайджанской ССР» от 7 марта 1980 г.  // Ведомости Верховного Совета СССР. — 12.03.1980. — № 11 (2033). — С. 186.
48. 1 2  Указ Президиума Верховного Совета СССР «О присвоении звания Героя Социалистического Труда наиболее отличившимся учителям» от 1 июля 1968 г.  // Ведомости Верховного Совета СССР. — 10.07.1968. — № 28 (1426). — С. 436—439.
49. ↑  Указ Президиума Верховного Совета СССР «О присвоении звания Героя Социалистического Труда передовикам сельского хозяйства» от 6 июня 1984 г.  // Ведомости Верховного Совета СССР. — 13.06.1984. — № 24 (2254). — С. 527.
50. 1 2 3  Указ Президиума Верховного Совета СССР «О присвоении звания Героя Социалистического Труда работникам нефтяной промышленности» от 24 января 1944 г.  // Ведомости Верховного Совета СССР. — 03.02.1944. — № 6 (266). — С. 1.
51. 1 2 3 4 5 6 7 8 9 10  Указ Президиума Верховного Совета СССР «О присвоении звания Героя Социалистического Труда передовикам сельского хозяйства Азербайджанской ССР» от 8 апреля 1971 г. // ГАРФ. Ф. Р7523. Оп. 105. Д. 92.
52. 1 2  Указ Президиума Верховного Совета СССР «О присвоении звания Героя Социалистического Труда передовикам сельского хозяйства Азербайджанской ССР» от 29 августа 1950 г.  // Ведомости Верховного Совета СССР. — 13.09.1950. — № 27 (642). — С. 1.
53. 1 2 3 4 5 6  Указ Президиума Верховного Совета СССР «О присвоении звания Героя Социалистического Труда женщинам — пердовикам промышленности, сельского хозяйства, науки, культуры и видным общественным деятелям» от 7 марта 1960 г.  // Ведомости Верховного Совета СССР. — 10.03.1960. — № 10 (994). — С. 93—103.
54. 1 2  Указ Президиума Верховного Совета СССР «О присвоении звания Героя Социалистического Труда работникам предприятий и организаций Министерства сельского строительства СССР» от 7 мая 1971 г. // ГАРФ. Ф. Р7523. Оп. 105. Д. 109.
55. 1 2  Указ Президиума Верховного Совета СССР «О присвоении звания Героя Социалистического Труда строителям и работникам промышленности строительных материалов» от 9 августа 1958 г.  // Ведомости Верховного Совета СССР. — 21.08.1958. — № 19 (914). — С. 711—718.
56. ↑  Указ Президиума Верховного Совета СССР «О присвоении звания Героя Социалистического Труда рабочим и инженерно-техническим работникам предприятий и организаций Министерства энергетики и электрификации СССР» от 4 октября 1966 г.  // Ведомости Верховного Совета СССР. — 05.10.1966. — № 40 (1334). — С. 853—855.
57. ↑  Указ Президиума Верховного Совета СССР «О присвоении звания Героя Социалистического Труда работникам предприятий железнодорожного, водного транспорта и связи» от 16 января 1974 г.  // Ведомости Верховного Совета СССР. — 23.01.1974. — № 4 (1714). — С. 77—78.
58. 1 2 3  Указ Президиума Верховного Совета СССР «О присвоении звания Героя Социалистического Труда передовикам сельского хозяйства Азербайджанской ССР» от 12 января 1951 г.  // Ведомости Верховного Совета СССР. — 08.02.1951. — № 2 (659). — С. 1.
59. ↑  Указ Президиума Верховного Совета СССР «О присвоении звания Героя Социалистического Труда народному артисту СССР Бейбутову Р. М.» от 23 апреля 1980 г.  // Ведомости Верховного Совета СССР. — 30.04.1980. — № 18 (2040). — С. 308.
60. ↑  Указ Президиума Верховного Совета СССР «О присвоении звания Героя Социалистического Труда рабочим и инженерно-техническим работникам предприятий и организаций Министерства путей сообщения СССР» от 4 мая 1971 г. // ГАРФ. Ф. Р7523. Оп. 105. Д. 104.
61. 1 2 3 4 5 6  Указ Президиума Верховного Совета СССР «О присвоении звания Героя Социалистического Труда передовикам сельского хозяйства Нахичеванской АССР» от 14 марта 1949 г.  // Ведомости Верховного Совета СССР. — 03.04.1949. — № 14 (561). — С. 1.
62. 1 2  Указ Президиума Верховного Совета СССР «О присвоении звания Героя Социалистического Труда работникам, особо отличившимся при строительстве Бакинского завода бытовых кондиционеров Министерства электротехнической промышленности СССР» от 26 апреля 1976 г.  // Ведомости Верховного Совета СССР. — 05.05.1976. — № 18 (1832). — С. 329.
63. ↑  Указ Президиума Верховного Совета СССР «О присвоении звания Героя Социалистического Труда буровому мастеру Сангачальского морского управления буровых работ объединения «Каспморнефть» тов. Гамбарову М. М.» от 2 октября 1974 г.  // Ведомости Верховного Совета СССР. — 09.10.1974. — № 41 (1751). — С. 810.
64. ↑  Указ Президиума Верховного Совета СССР «О присвоении звания Героя Социалистического Труда работникам пищевой промышленности» от 26 апреля 1971 г. // ГАРФ. Ф. Р7523. Оп. 105. Д. 101.
65. ↑  Указ Президиума Верховного Совета СССР «О присвоении звания Героя Социалистического Труда передовикам сельского хозяйства» от 10 февраля 1975 г.  // Ведомости Верховного Совета СССР. — 19.02.1975. — № 8 (1770). — С. 109—111.
66. ↑  Указ Президиума Верховного Совета СССР «О присвоении звания Героя Социалистического Труда рабочим предприятий и организаций Министерства промышленности строительных материалов СССР» от 19 марта 1981 г.  // Ведомости Верховного Совета СССР. — 25.03.1981. — № 12 (2086). — С. 286.
67. ↑  Указ Президиума Верховного Совета СССР «О присвоении звания Героя Социалистического Труда работникам пищевой промышленности» от 21 июля 1966 г.  // Ведомости Верховного Совета СССР. — 27.07.1966. — № 30 (1324). — С. 595—597.
68. ↑  Указ Президиума Верховного Совета СССР «О присвоении звания Героя Социалистического Труда работникам рыбной промышленности и рыбакам-колхозникам» от 13 апреля 1963 г.  // Ведомости Верховного Совета СССР. — 24.04.1963. — № 17 (1156). — С. 347—349.
69. ↑  Указ Президиума Верховного Совета СССР «О присвоении звания Героя Социалистического Труда работникам гражданской авиации» от 9 февраля 1973 г.  // Ведомости Верховного Совета СССР. — 14.02.1973. — № 7 (1665). — С. 110—111.
70. ↑  Указ Президиума Верховного Совета СССР «О присвоении звания Героя Социалистического Труда машинисту экскаватора строительно-монтажного управления № 1 треста «Карабахмелиоводстрой» тов. Гусейнову Г. А.» от 6 мая 1977 г.  // Ведомости Верховного Совета СССР. — 11.05.1977. — № 19 (1885). — С. 294.
71. ↑  Указ Президиума Верховного Совета СССР «О присвоении звания Героя Социалистического Труда работникам предприятий Министерства нефтяной промышленности СССР» от 12 мая 1977 г.  // Ведомости Верховного Совета СССР. — 25.05.1977. — № 21 (1887). — С. 328.
72. ↑  Указ Президиума Верховного Совета СССР «О присвоении звания Героя Социалистического Труда рабочим и инженерно-техническим работникам предприятий и организаций Министерства химической промышленности СССР» от 20 апреля 1971 г. // ГАРФ. Ф. Р7523. Оп. 105. Д. 97.
73. ↑  Указ Президиума Верховного Совета СССР «О присвоении звания Героя Социалистического Труда дояру совхоза имени Жданова Кубинского района Азербайджанской ССР тов. Джабраилову Т. Р.» от 6 сентября 1973 г.  // Ведомости Верховного Совета СССР. — 12.09.1973. — № 37 (1695). — С. 598—599.
74. 1 2  Указ Президиума Верховного Совета СССР «О присвоении звания Героя Социалистического Труда новаторам производства, передовикам соревнования за звание бригад и ударников коммунистического труда» от 28 мая 1960 г.  // Ведомости Верховного Совета СССР. — 02.06.1960. — № 21 (1005). — С. 283—285.
75. ↑  Указ Президиума Верховного Совета СССР «О присвоении звания Героя Социалистического Труда работникам предприятий промышленности строительных материалов» от 28 июля 1966 г.  // Ведомости Верховного Совета СССР. — 03.08.1966. — № 31 (1325). — С. 619—621.
76. 1 2  Указ Президиума Верховного Совета СССР «О присвоении звания Героя Социалистического Труда работникам предприятий нефтяной промышленности» от 30 марта 1971 г. // ГАРФ. Ф. Р7523. Оп. 105. Д. 73.
77. ↑  Указ Президиума Верховного Совета СССР «О присвоении звания Героя Социалистического Труда работникам чёрной металлургии» от 19 июля 1958 г.  // Ведомости Верховного Совета СССР. — 31.07.1958. — № 16 (911). — С. 666—674.
78. ↑  Указ Президиума Верховного Совета СССР «О присвоении звания Героя Социалистического Труда работникам морского транспорта» от 4 мая 1971 г. // ГАРФ. Ф. Р7523. Оп. 105. Д. 105.
79. ↑  Указ Президиума Верховного Совета СССР «О присвоении звания Героя Социалистического Труда тов. Ибрагимову И. А.» от 2 января 1986 г.  // Ведомости Верховного Совета СССР. — 08.01.1986. — № 2 (2336). — С. 47.
80. ↑  Указ Президиума Верховного Совета СССР «О присвоении звания Героя Социалистического Труда писателю Ибрагимову М. А.» от 14 октября 1981 г.  // Ведомости Верховного Совета СССР. — 21.10.1981. — № 42 (2116). — С. 950.
81. ↑  Указ Президиума Верховного Совета СССР «О присвоении звания Героя Социалистического Труда работникам предприятий и организаций транспорта и связи» от 13 мая 1977 г.  // Ведомости Верховного Совета СССР. — 25.05.1977. — № 21 (1887). — С. 336—337.
82. ↑  Указ Президиума Верховного Совета СССР «О присвоении звания Героя Социалистического Труда бывшему механику-водителю хлопкоуборочной машины совхоза № 5 Ждановского района Азербайджанской ССР» от 30 апреля 1966 г.  // Ведомости Верховного Совета СССР. — 11.05.1966. — № 19 (1313). — С. 334.
83. 1 2 3 4  Указ Президиума Верховного Совета СССР «О присвоении звания Героя Социалистического Труда передовикам хлопководства Азербайджанской ССР» от 6 октября 1951 г.  // Ведомости Верховного Совета СССР. — 17.10.1951. — № 41 (698). — С. 1.
84. ↑  Указ Президиума Верховного Совета СССР «О присвоении звания Героя Социалистического Труда композитору Караеву К. А.» от 3 февраля 1978 г.  // Ведомости Верховного Совета СССР. — 08.02.1978. — № 6 (1924). — С. 70.
85. ↑  Указ Президиума Верховного Совета СССР «О присвоении звания Героя Социалистического Труда работникам предприятий чёрной металлургии» от 22 марта 1966 г.  // Ведомости Верховного Совета СССР. — 30.03.1966. — № 13 (1307). — С. 204—208.
86. ↑  Указ Президиума Верховного Совета СССР «О присвоении звания Героя Социалистического Труда наиболее отличившимся учителям» от 27 июня 1978 г.  // Ведомости Верховного Совета СССР. — 05.07.1978. — № 27 (1945). — С. 384—386.
87. 1 2  Указ Президиума Верховного Совета СССР «О присвоении звания Героя Социалистического Труда передовикам сельского хозяйства Азербайджанской ССР» от 14 декабря 1972 г.  // Ведомости Верховного Совета СССР. — 20.12.1972. — № 51 (1657). — С. 792.
88. ↑  Указ Президиума Верховного Совета СССР «О присвоении звания Героя Социалистического Труда передовикам сельского хозяйства» от 10 марта 1976 г.  // Ведомости Верховного Совета СССР. — 07.04.1976. — № 14 (1828). — С. 250—251.
89. ↑  Указ Президиума Верховного Совета СССР «О присвоении звания Героя Социалистического Труда работникам предприятий цветной металлургии» от 20 мая 1966 г.  // Ведомости Верховного Совета СССР. — 25.05.1966. — № 21 (1315). — С. 385—387.
90. ↑  Указ Президиума Верховного Совета СССР «О присвоении звания Героя Социалистического Труда рабочим и инженерно-техническим работникам предприятий и организаций Министерства геологии СССР» от 4 июля 1966 г.  // Ведомости Верховного Совета СССР. — 13.07.1966. — № 28 (1322). — С. 545—546.
91. ↑  Указ Президиума Верховного Совета СССР «О присвоении звания Героя Социалистического Труда Мамедову А. М., звеньевому колхоза им. Сабира Норашенского района Нахичеванской АССР» от 30 января 1951 г.  // Ведомости Верховного Совета СССР. — 08.02.1951. — № 2 (659). — С. 1.
92. 1 2  Указ Президиума Верховного Совета СССР «О присвоении звания Героя Социалистического Труда работникам железнодорожного транспорта» от 1 августа 1959 г.  // Ведомости Верховного Совета СССР. — 06.08.1959. — № 31 (963). — С. 459—468.
93. ↑  Указ Президиума Верховного Совета СССР «О присвоении звания Героя Социалистического Труда бригадиру тракторной бригады колхоза «Красный партизан» Астрахан-Базарского района Азербайджанской ССР тов. Мамедову Н. Х.» от 23 июня 1966 г.  // Ведомости Верховного Совета СССР. — 29.06.1966. — № 26 (1320). — С. 512.
94. ↑  Указ Президиума Верховного Совета СССР «О присвоении звания Героя Социалистического Труда работникам предприятий и организаций Министерства промышленного строительства СССР» от 5 апреля 1971 г. // ГАРФ. Ф. Р7523. Оп. 105. Д. 78.
95. ↑  Указ Президиума Верховного Совета СССР «О присвоении звания Героя Социалистического Труда рабочим и инженерно-техническим работникам автомобильного транспорта и дорожного хозяйства» от 5 октября 1966 г.  // Ведомости Верховного Совета СССР. — 12.10.1966. — № 41 (1335). — С. 863—865.
96. ↑  Указ Президиума Верховного Совета СССР «О присвоении звания Героя Социалистического Труда работникам предприятий машиностроения» от 25 июня 1966 г.  // Ведомости Верховного Совета СССР. — 06.07.1966. — № 27 (1321). — С. 519—520.
97. ↑  Указ Президиума Верховного Совета СССР «О присвоении звания Героя Социалистического Труда работникам предприятий лёгкой промышленности» от 9 июня 1966 г.  // Ведомости Верховного Совета СССР. — 15.06.1966. — № 24 (1318). — С. 449—452.
98. ↑  Указ Президиума Верховного Совета СССР «О присвоении звания Героя Социалистического Труда работникам морского транспорта» от 3 августа 1960 г.  // Ведомости Верховного Совета СССР. — 08.08.1960. — № 31 (1015). — С. 563—564.
99. ↑  Указ Президиума Верховного Совета СССР «О присвоении звания Героя Социалистического Труда рабочим и инженерно-техническим работникам предприятий и организаций Министерства химического и нефтяного машиностроения СССР» от 20 апреля 1971 г. // ГАРФ. Ф. Р7523. Оп. 105. Д. 94.
100. ↑  Указ Президиума Верховного Совета СССР «О присвоении звания Героя Социалистического Труда наиболее отличившимся учёным» от 13 марта 1969 г.  // Ведомости Верховного Совета СССР. — 19.03.1969. — № 12 (1462). — С. 122—124.
101. ↑  Указ Президиума Верховного Совета СССР «О присвоении звания Героя Социалистического Труда работникам Гражданского воздушного флота» от 16 апреля 1963 г.  // Ведомости Верховного Совета СССР. — 24.04.1963. — № 17 (1156). — С. 449—450.
102. ↑  Указ Президиума Верховного Совета СССР «О присвоении звания Героя Социалистического Труда работникам нефтеперерабатывающей и нефтехимической промышленности» от 28 мая 1966 г.  // Ведомости Верховного Совета СССР. — 01.06.1966. — № 22 (1316). — С. 410—411.
103. ↑  Указ Президиума Верховного Совета СССР «О присвоении писателю Рагимову С. Г. звания Героя Социалистического Труда» от 4 декабря 1975 г.  // Ведомости Верховного Совета СССР. — 10.12.1975. — № 50 (1812). — С. 850.
104. ↑  Указ Президиума Верховного Совета СССР «О присвоении звания Героя Социалистического Труда бригадиру комплексной бригады строительного управления № 46 треста № 4 тов. Расулову Г. А.» от 21 июля 1977 г.  // Ведомости Верховного Совета СССР. — 27.07.1977. — № 30 (1896). — С. 534.
105. ↑  Указ Президиума Верховного Совета СССР «О присвоении звания Героя Социалистического Труда писателю Расулу Рзе (Рзаеву Р. И.)» от 16 мая 1980 г.  // Ведомости Верховного Совета СССР. — 21.05.1980. — № 21 (2043). — С. 384.
106. ↑  Указ Президиума Верховного Совета СССР «О присвоении звания Героя Социалистического Труда писателю С. Рустаму (Рустам-заде С. А.)» от 15 июня 1976 г.  // Ведомости Верховного Совета СССР. — 23.06.1976. — № 25 (1839). — С. 430.
107. ↑  Указ Президиума Верховного Совета СССР «О присвоении звания Героя Социалистического Труда рабочим предприятий Министерства лёгкой промышленности СССР» от 30 апреля 1980 г.  // Ведомости Верховного Совета СССР. — 07.05.1980. — № 19 (2041). — С. 324.
108. ↑  Указ Президиума Верховного Совета СССР «О присвоении звания Героя Социалистического Труда рабочим и инженерно-техническим работникам предприятий и организаций Министерства энергетики и электрификации СССР» от 20 апреля 1971 г. // ГАРФ. Ф. Р7523. Оп. 105. Д. 96.
109. 1 2  Указ Президиума Верховного Совета СССР «О присвоении звания Героя Социалистического Труда передовикам сельского хозяйства Азербайджанской ССР» от 23 февраля 1978 г.  // Ведомости Верховного Совета СССР. — 01.03.1978. — № 9 (1927). — С. 118.
110. ↑  Указ Президиума Верховного Совета СССР «О присвоении звания Героя Социалистического Труда звеньевому колхоза «Комсомол» Казахского района Азербайджанской ССР Сулейманову Алы Сулейман оглы» от 19 июля 1949 г.  // Ведомости Верховного Совета СССР. — 29.07.1949. — № 37 (584). — С. 1.
111. ↑  Указ Президиума Верховного Совета СССР «О присвоении звания Героя Социалистического Труда народному артисту СССР Тагизаде-Гаджибекову Н. З.» от 19 августа 1982 г.  // Ведомости Верховного Совета СССР. — 25.08.1982. — № 34 (2160). — С. 586.
112. ↑  Указ Президиума Верховного Совета СССР «О присвоении действительному члену Академии медицинских наук СССР и Академии наук Азербайджанской ССР Топчибашеву М. А. звания Героя Социалистического Труда» от 4 августа 1975 г.  // Ведомости Верховного Совета СССР. — 13.08.1975. — № 33 (1795). — С. 536.
113. ↑  Указ Президиума Верховного Совета СССР «О присвоении академику Академии наук Азербайджанской ССР Усейнову М. А. звания Героя Социалистического Труда» от 18 апреля 1985 г.  // Ведомости Верховного Совета СССР. — 24.04.1985. — № 17 (2299). — С. 248.
114. ↑  Указ Президиума Верховного Совета СССР «О присвоении звания Героя Социалистического Труда доярке колхоза «Правда» Масаллинского района Азербайджанской ССР Фатулаевой Б. Х.» от 25 декабря 1959 г.  // Ведомости Верховного Совета СССР. — 31.12.1959. — № 52 (984). — С. 674.
115. ↑  Указ Президиума Верховного Совета СССР «О присвоении звания Героя Социалистического Труда работникам железнодорожного транспорта» от 4 августа 1966 г.  // Ведомости Верховного Совета СССР. — 10.08.1966. — № 32 (1326). — С. 704—707.
116. ↑  Указ Президиума Верховного Совета СССР «О присвоении звания Героя Социалистического Труда работникам морского транспорта» от 29 июля 1966 г.  // Ведомости Верховного Совета СССР. — 03.08.1966. — № 31 (1325). — С. 625—626.
117. ↑  Указ Президиума Верховного Совета СССР «О присвоении звания Героя Социалистического Труда передовикам сельского хозяйства» от 12 апреля 1979 г.  // Ведомости Верховного Совета СССР. — 18.04.1979. — № 16 (1986). — С. 275—276.
118. ↑  Указ Президиума Верховного Совета СССР «О присвоении звания Героя Социалистического Труда конюху-бригадиру конного завода № 75 Министерства совхозов СССР в Азербайджанской ССР Эминову А. А.» от 16 ноября 1949 г.  // Ведомости Верховного Совета СССР. — 27.11.1949. — № 61 (608). — С. 1.
119. ↑  Указ Президиума Верховного Совета СССР «О присвоении звания Героя Социалистического Труда тов. Ягубову А. А.» от 7 июля 1986 г.  // Ведомости Верховного Совета СССР. — 16.07.1986. — № 29 (2363). — С. 517.